# Ceropegia mannarana
Ceropegia mannarana är en oleanderväxtart som beskrevs av P.Umam. och P.Daniel. Ceropegia mannarana ingår i släktet Ceropegia och familjen oleanderväxter. Inga underarter finns listade i Catalogue of Life.